# Scat

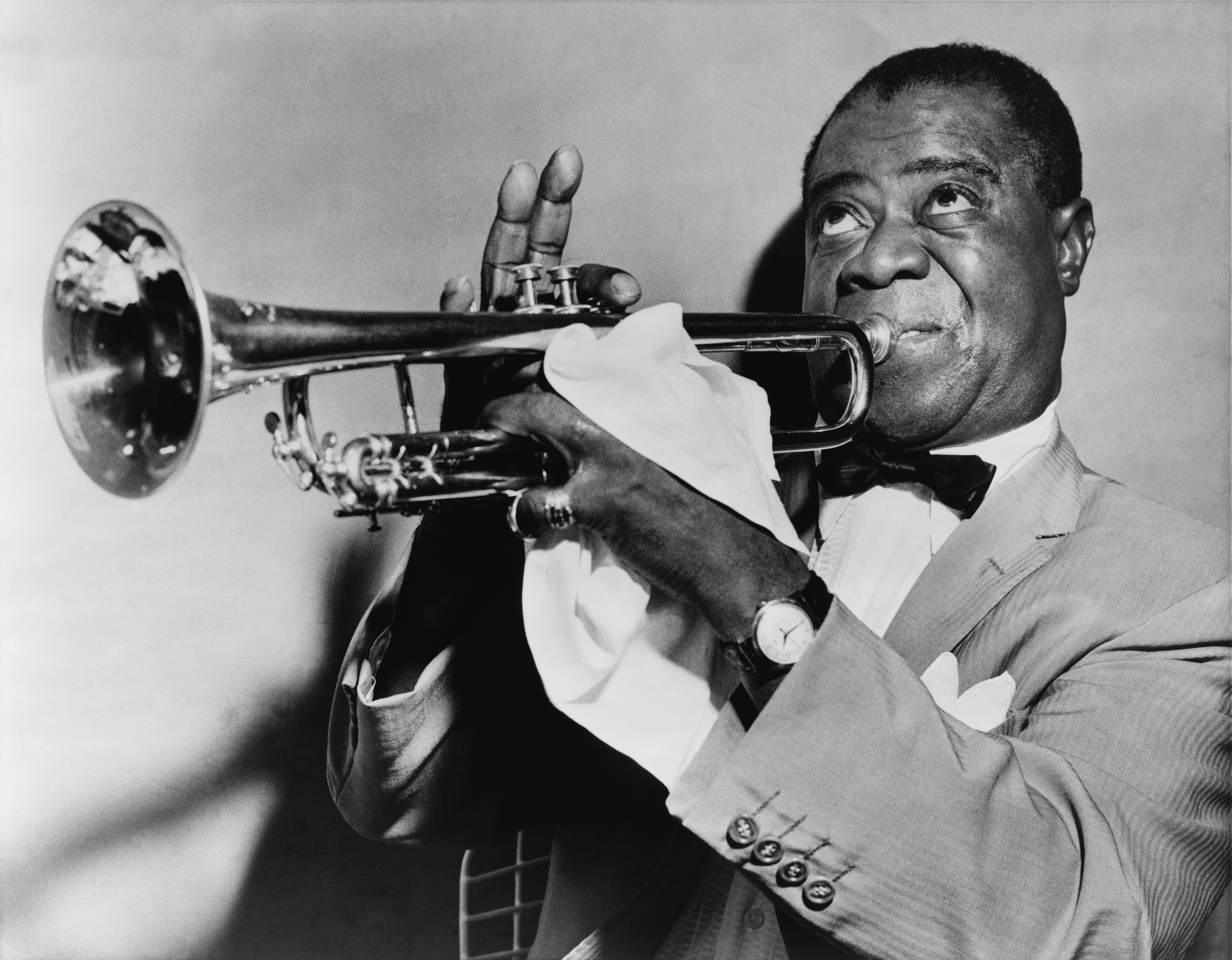
Louis Armstrong, segons la llegenda el creador d'aquest ritme musical.

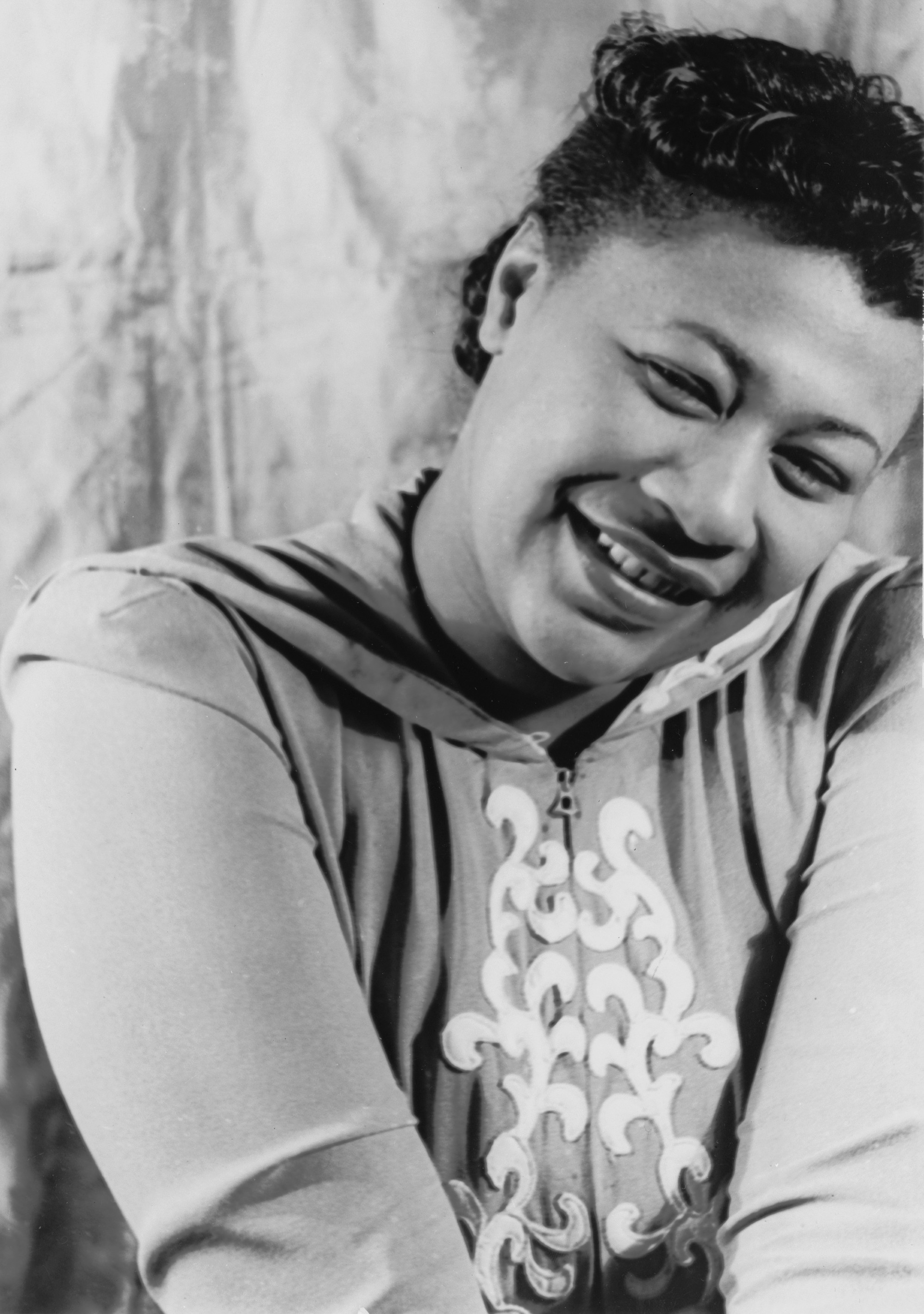
Ella Fitgerald, considerada una de les millors cantants de scat.

L'scat consisteix a vocalitzar paraules i síl·labes sense sentit veu instrumental. Encara que l'ús de síl·labes sense sentit en la cançó ha sigut tradicionalment característic de l'scat, aquest es distingeix en el fet que en lloc de fer que els sons reproduïsquen exactament la melodia, les improvisacions es fan amb la melodia i amb ritme, com en altres improvisacions.
El vocalese, altra variant del jazz, n'està íntimament relacionat, però utilitza més lletres que no síl·labes sense sentit. Sovint, més que improvisar melodies, els que practiquen vocalese canten lletres per a improvisacions per a músics instrumentals.

## Història
Abans de l'expansió del jazz per tots els Estats Units, els vocalistes de ragtime ja utilitzaven un tipus de scat. En els primers anys del segle xx, oferiren Ben Harney, pioner del ragtime; i Tony Jackson, pianista de Nova Orleans cantar scat. Gene Green, un dels primers mestres del ragtime scat, gravà cors de scat en la seua cançó "King of the Bungaloos" i algunes d'altres entre 1911 i 1917. Fins i tot, l'estrela de l'espectacle Al Jolson va fer scat en un parell de bars a mitjan gravació del seu "That Hunting Melody", el 1911.
Diu una llegenda prou estesa que l'scat l'inventà Louis Armstrong quan li caigué el full de lletres mentre cantava durant la gravació de "Hebbie Jeebies" el 1926.
La història és falsa i Armstrong ni tan sols ho afirmà. Els músics de jazz Don Redman, Cliff Edwards i Red Nichols gravaren tots tres exemples de scat abans que Armstrong.
No obstant això, el disc "Hebbie Jeebies" i els següents discos d'Armstrong introduïren la cançó scat a un públic més ampli i va fer molt per popularitzar-ne l'estil. Armstrong fou un músic innovador que experimentà amb tota mena de so i improvisà amb la seua veu, així com amb el seu instrument. En un famós exemple, Armstrong va fer scat en un passatge d'"I'm a Ding Dong Daddy from Dumas". A mitjan gravació, digué: "He oblidat la lletra!" i tot seguit es lliurà a l'scat.
El 26 d'octubre del 1927, l'orquestra de Duke Ellington gravà "Creole Love Call" junt amb Adelaide Hall, cantant sense paraules. Segons Nat Hentoff, "sona com un trompetista growl especialment sensible. La creativitat hagué de ser compartida entre Ellington i Hall, ja que ell sabia l'estil de cançó que volia, però sols ella era capaç de produir-ne el so. El 1932, Ellington repetí l'experiment en una de les seues versions de "The Mooche", amb Baby Cox cantant scat després d'un solo de trombó similar de Tricky Sam Nanton.
Segons Dick Higgins, "en la música afroamericana, hi ha una tradició de poesia sonora, possiblement basada originalment en crides de treball, que es veuen [transformades] en la cançó scat de la música popular dels anys 30, en els llargs passatges en la cançó "Minnie the Moocher" de Cab Calloway, per exemple".
Més tard, Ella Fitzergald popularitzà la música scat com una manera d'art de jazz vocal, particularment exemplificada en la seua gravació de "Oh, Lady be Good!", de George Gershwin i Ira Gershwin, l'any 1947.
Una altra gran intèrpret de scat fou Sarah Vaughan, qui de vegades inventava línies melòdiques noves senceres en les seues improvisacions. Potser no tingué la mateixa popularitat que Ella Fitzergald, però els aficionats la qualifiquen com la millor cantant de scat, la John Coltrane de l'scat.
L'scat influí en el desenvolupament del doo-wop i el hip-hop. Aparegué també en diversos gèneres de música rock. Jim Morrison de The Doors canta una tornada de scat lent en la cançó "Cars Hiss By My Window", intentant imitar un solo d'harmònica que havia escoltat i també obri notablement la cara B de l'àlbum de Joe Walsh The Smoker You Drink, The Player You Get amb la cançó "Meadow". Així mateix, fou emprat en la cançó "Wish You Were Here", de Pink Floyd.
L'scat també apareix en gèneres més recents, incloent-hi la música industrial, en la tornada de la cançó "Jesus Built My Hotrod", de Ministry; música heavy metal, el grup Korn liderat per Jonathan Davis, qui ha incorporat l'scat en cançons com "Twist", "Freak on a Leash", "B. B. K." i "Liar"; i el death metal, subgènere del heavy metal, on John Tardy del grup Obituary utilitza l'scat. El llegendari artista de jazz Scatman John (John Paul Larkin) renovà l'interès en el gènere breument durant la meitat dels anys 90. Jack Black també fa scat en el "Tribute" de Tenacious D.
El terme skat s'utilitza en música jamaicana per a una representació verbal d'un popular so de guitarra. El mestre guitarrista jamaicà Ernest Ranglin va dir que "la inusual puntejada de guitarra" que ell i altres músics tocaven es referia a l'"skat! skat! skat!". Alguns experts en música creuen que aquest terme és la font del nom de la música ska, predecessora del reggae.
Un altre métode de scat el practiquen els guitarristes que fan scat amb els seus solos nota per nota. Entre els practicants notables, en destaquen George Benson, Sheldon Reynolds, i Rik Emmett.

## Cantants de scat notables (en ordre cronològic)
- Gene Greene (1881-1930)
- Cliff Edwards (1895-1971)
- Leo Watson (1898-1950)
- Louis Armstrong (1901-1971)
- Bing Crosby (1903-1977)
- Cab Calloway (1907-1994)
- Louis Prima (1910-1978)
- Scatman Crothers (1910-1986)
- Slim Gaillard (1911/1916-1991)
- Dizzy Gillespie (1917-1993)
- Ella Fitzgerald (1917-1996)
- Anita O'Day (1919-2006)
- Carmen McRae (1920-1994)
- Sarah Vaughan (1924-1990)
- Sammy Davis, Jr. (1925-1990)
- Mel Tormé (1925-1999)
- Cleo Laine (nascut el 1927)
- Betty Carter (1929-1998)
- Shooby Taylor (1929-2003)
- Richard B. Boone (1930-1999)
- Mark Murphy (nascut el 1932)
- Johnny "Guitar" Watson (1935-1996)
- Jeanne Lee (1939-2000)
- Al Jarreau (nascut el 1940)
- John Paul Larkin ("Scatman John") (1942-1999)
- Aretha Franklin (1942-)
- George Benson (1943-)
- Robert Wyatt (nascut el 1945)
- Micky Dolenz (nascut el 1945)
- Freddie Mercury (1946-1991)
- David Gilmour (nascut el 1946)
- Edgar Winter (nascut el 1946)
- Steven Tyler (nascut el 1948)
- Bobby McFerrin (nascut el 1950)
- Chaka Khan (nascut el 1953)
- Jackie Chan (nascut el 1954)
- David Lee Roth (nascut el 1954)
- The Nutty Squirrels (actiu en 1959-64 i 1977-81)
- Bjarne Riis (nascut el 1964)
- Evan Stone (nascut el 1964)
- Dave Matthews (nascut el gener de 1967)
- Kurt Elling (nascut al novembre de 1967)
- Bradley Nowell (nascut al febrer de 1968)
- Mike Patton (nascut el 1968)
- Jack Black (nascut el 1969)
- Jonathan Davis (nascut el 1971)

## Altres referències
- Dick Higgins, "A Taxonomy of Sound Poetry" a Precisely: Ten Eleven Twelve (1981)